# Liste d'établissements sanitaires d'Abidjan
 (juillet 2018).
Si vous disposez d'ouvrages ou d'articles de référence ou si vous connaissez des sites web de qualité traitant du thème abordé ici, merci de compléter l'article en donnant les références utiles à sa vérifiabilité et en les liant à la section « Notes et références ».
La liste d'établissements sanitaires d'Abidjan concerne les formations sanitaires publiques, mais également les établissements sanitaires privés,. Elle n'intègre pas les nombreux centres de tradipraticiens et de médecine traditionnelle ni les établissements anarchiques de vente de médicaments en pleine rue.
Nota bene : les établissements se trouvant ici ne se sont pas forcément inscrits sur internet et ce ne sont pas tous les établissements de santé qui se trouvent sur ce site.

## Hôpitaux publics
- Centre hospitalier universitaire de Cocody (CHU de Cocody)
- Centre hospitalier universitaire de Treichville (CHU de Treichville)
- Centre hospitalier universitaire de Yopougon (CHU de Yopougon)
- Centre hospitalier universitaire d'Angré (CHU d'Angré)
- Hôpital militaire d'Abidjan (HMA)
- Centre national de transfusion sanguine (Abidjan)
- Centre de santé communautaire
- Centre de santé El Rapha[3]
- Centre de santé urbain à base communautaire d'Abobo
- Centre Éducation Sanitaire
- Centre médical le CEGOS
- Hôpital général d'Abobo
- Hôpital général de Port-Bouët
- Hôpital général d'Anyama
- Hôpital général de Koumassi
- Hôpital général de Marcory

## Établissements privés
- Polyclinique internationale Sainte Anne-Marie (PISAM)
- Polyclinique des Deux-Plateaux
- Polyclinique Médicale FARAH, Marcory
- Centre d'imagerie médicale d'Abidjan (CIMA)
- Polyclinique Avicenne - Boulevard Achalme, Marcory Résidentiel
- Polyclinique internationale Hôtel Dieu Abidjan (PIHDA)
- Polyclinique Les Grâces, Marcory Zone 4
- Polyclinique centrale Abobo
- Polyclinique internationale de l'Indénié
- Polyclinique  Central, ABOBO
- Polyclinique Sainte-Anne Marie Anani
- Polyclinique "Les Grâces - Marcory-
- Polyclinique La Providence - Cocody
- Polyclinique Panthéon médical-Riviera 3
- Clinique médical Adjamé Liberté (CMAL)
- Clinique Procréa- cocody riviera palmeraie
- Centre médical de Dermatologie d'Abidjan Cocody
- Centre international d'ophtalmologie
- Centre médical La Rochelle
- Clinique Trade Center
- Clinique Goci
- Centre médical "La Sagesse", quartier Abobo
- Clinique Israel
- Clinique Les Arcades
- Clinique médicale Les Béatitudes
- Clinique médicale La Rosette
- Clinique médicale le Messie
- Clinique médicale du Dokui
- Espace médical Saint-Paul
- Clinique universelle Santé Cusa
- Clinique Saint-Martin de Tours (CSM)
- centre médical Les Archanges
- Clinique Saint-Gabriel
- Clinique Rhema
- Clinique Nanan
- Clinique médicale La Colombe
- Clinique Rosa Maria
- Clinique médicale Anne Marie
- Espace médical La Pulcherie
- Centre médical Les Cherubins, Abobo
- Centre Médical EDEN Abobo Belleville
- Clinique médicale Saint-Viateur, Riviera palmeraie
- Groupe médical Plateau
- Groupe médical Promethée
- Centre médical Inter Entreprise (plateau)
- Espace médical Le Phenix
- Centre médical Harmony (CMH), Riviera Golf
- Centre médical Social El-Kabod , Koumassi Remblais
- Centre médical des œuvres et mission (CMOMISS), Yopougon Camp Militaire
- Clinique médicale Danga, du quartier Cocody Danga
- Centre Médical International La Gospa, Cocody Danga
- Clinique Medicale OASIS SANTE,Yopougon Keneya
- Espace Médical Saint Georges (Méagui)
- Clinique Bethanie (Korhogo)
- Clinique RIMCA (Koumassi)